# Ochlandra spirostylis
Ochlandra spirostylis är en gräsart som beskrevs av M.Kumar, K.K.Seethal. och Sequiera. Ochlandra spirostylis ingår i släktet Ochlandra och familjen gräs. Inga underarter finns listade i Catalogue of Life.